# Distretto di La Huaca
Il distretto di La Huaca è uno dei sette distretti della provincia di Paita, in Perù. Si trova nella regione di Piura e si estende su una superficie di 599,51 chilometri quadrati.
Ha per capitale la città di La Huaca.